# Жумагулов, Бакытжан Турсынович
Бакытжан Турсынович Жумагулов (род. 18 августа 1953, аул Капал, Капальский район, Алма-Атинская область, Казахская ССР) — казахстанский государственный, научный, общественный и политический деятель. Депутат Сената Парламента Республики Казахстан (с 2017). Министр образования и науки Республики Казахстан (2010—2013). Учёный в области вычислительной математики, разработки и применения информационных технологий, математического моделирования и математических методов при решении задач гидродинамики и практических задач нефтегазовой отрасли.
Ректор Казахского национального университета имени аль-Фараби (2008—2010).
Учёный-математик, доктор технических наук, профессор, академик Национальной Академии наук Республики Казахстан и Международной инженерной академии. Лауреат государственной премии Республики Казахстан в области науки, техники и образования, заслуженный деятель Казахстана (Қазақстанның еңбек сіңірген қайраткері).

## Биография
Родился 18 августа 1953 года, казах.
Окончил Казахский государственный университет им. С. М. Кирова, факультет механики и прикладной математики по специальности «Прикладная математика».
1979—1991 гг. — Трудовую деятельность начал с научной и преподавательской работы в Казахском государственном университете им. С. М. Кирова. Прошёл путь от ассистента до профессора, заведующего кафедрой, проректора.
с 1991 года — Президент Национальной инженерной академии Республики Казахстан.
с 1999 г. — первый вице-президент Международной инженерной академии.
2001—2005 гг. — Работал первым Вице-Министром образования и науки РК, заведующим Отделом внутренней политики Администрации Президента РК, заведующим Отделом социально-культурного развития Правительства РК.
В 1997—2002 годах — председатель Республиканской политической Партии труда до её вхождения в состав РПП «Отан».
В апреле 2005 года Председателем партии «Отан» Н. А. Назарбаевым был назначен исполняющим обязанности Председателя РПП «Отан».
В 2005 году возглавлял Республиканский общественный штаб кандидата в Президенты РК Н. А. Назарбаева.
В июне 2007 года — назначен первым заместителем Председателя НДП «Нур Отан».
18 августа 2007 года — избран депутатом, заместителем председателя Мажилиса Парламента РК, руководителем фракции Народно-демократической партии «Нур Отан» в Мажилисе Парламента Республики Казахстан.
С 21 апреля 2008 года — ректор Казахского национального университета имени аль-Фараби
В мае 2009 года Б. Т. Жумагулов был избран Первым Вице-президентом Федерации инженерных академий Исламских стран (FEIIC) на Х юбилейной Генеральной Ассамблее, состоявшейся в городе Дамаск (Сирия).
В июле 2009 года избран на должность Президента Математического Общества Тюркского Мира в период проведения Третьего Конгресса всемирного математического общества тюркоязычных стран в г. Алматы
22 сентября 2010 года Указом Президента Казахстана назначен министром образования и науки Республики Казахстан.
С 2012 г. — Президент Математического общества Казахстана.
2 сентября 2013 года Указом Президента РК отправлен в отставку.
13 июля 2017 года Указом Главы государства назначен депутатом Сената Парламента Республики Казахстан.
В мае 2018 года возглавил Общественный совет по контролю за реализацией Пяти социальных инициатив Президента Республики Казахстан.

## Работы
Автор более 410 научных работ и семи фундаментальных монографий, опубликованных в Казахстане, в странах ближнего и дальнего зарубежья.
Б. Т. Жумагуловым подготовлено более 15 докторов и кандидатов наук.
Имеет более 430 публикаций — статей, очерков по общественно-политической тематике.

### Монографии
- 1996 год — «Новые компьютерные технологии в нефтедобыче».
- 2001 год — «Гидродинамика нефтедобычи»[1].
- 2002 год — «Компьютерное моделирование в процессах нефтедобычи».
- 2002 год — «Трубопроводный транспорт высоковязких и высокозастывающих нефтей».
- 2002 год — «Метод фиктивных областей для уравнений неоднородных жидкостей».
- 2003 год — «The fluid dynamics of oil production».
- 2004 год — «Моделирование вытеснения нефти с учётом массообменных процессов».
- 2006 год — «Во что я верю».
- 2013 год — «Математические модели фильтрации жидкости (к забою скважин в напряженном неоднородном пласте)»

## Награды
- Орден Достык 2 степени (2016)[8][9]
- Орден «Парасат» (12 декабря 2005 года)[10]
- Почётная грамота Верховного Совета Казахской ССР
- Медаль «За трудовое отличие» (СССР)
- Нагрудный знак «Почётный инженер Казахстана»
- Почётный знак «Почётный работник образования РК»
- Благодарности Президента Казахстана
- Медаль «За укрепление парламентского сотрудничества» (18 апреля 2019 года, Межпарламентская ассамблея СНГ) — за особый вклад в развитие парламентаризма, укрепление демократии, обеспечение прав и свобод граждан в государствах — участниках Содружества Независимых Государств[11]

За значительный вклад в международное сотрудничество, активную работу по развитию интеграционных процессов в области науки, техники и образования награждён Большой золотой медалью Международной инженерной академии и ЮНЕСКО, особым знаком Федерации инженерных академий Исламских стран — FEIIC «За особые заслуги в развитии научных связей» и высокой международной наградой — орденом «Инженерная слава» Международной инженерной академии.
22 января 2008 — награждён российской медалью им. Н. М. Гиренко (Единственная медаль для иностранных наблюдателей награждён Б. Т. Жумагулов — координатор группы наблюдателей от Межпарламентской Ассамблеи государств — участников СНГ).
В 2008 г. Б. Т. Жумагулов — лауреат премии «Ильхам» в номинации «За вклад в сохранение мира и межнационального согласия».
В 2009 г. награждён «Алтын белгі» за № 002 — высшим знаком партии «Нур Отан».

## Семья
Супруга — Жумагулова Валентина Ивановна — доктор филологических наук, профессор, академик МАНВШ, лауреат Премии журналистов Казахстана.
Сын Жумагулов Руслан Бакытжанович — доктор экономических наук, дочь Алина — кандидат юридических наук, оба работают по специальности.
Брат Жумагулов Бауыржан Турсынович — судья Верховного суда Республики Казахстан
Брат Жумагулов Калкаман Турсунович — Доктор исторических наук университета КазГУ имени Аль-Фараби
Имеет 3 внучек и 3 внука.

## Дополнительно
Хобби, увлечения: занятие творчеством, чтение исторической и политической литературы.